# اسطيل
اسطيل : هي إحدى بلديات ولاية المغير الجزائرية.